# Gnathophyllum circellum
Gnathophyllum circellum is een garnalensoort uit de familie van de Gnathophyllidae. De wetenschappelijke naam van de soort is voor het eerst geldig gepubliceerd in 1963 door Manning.